# ボーイング367-80

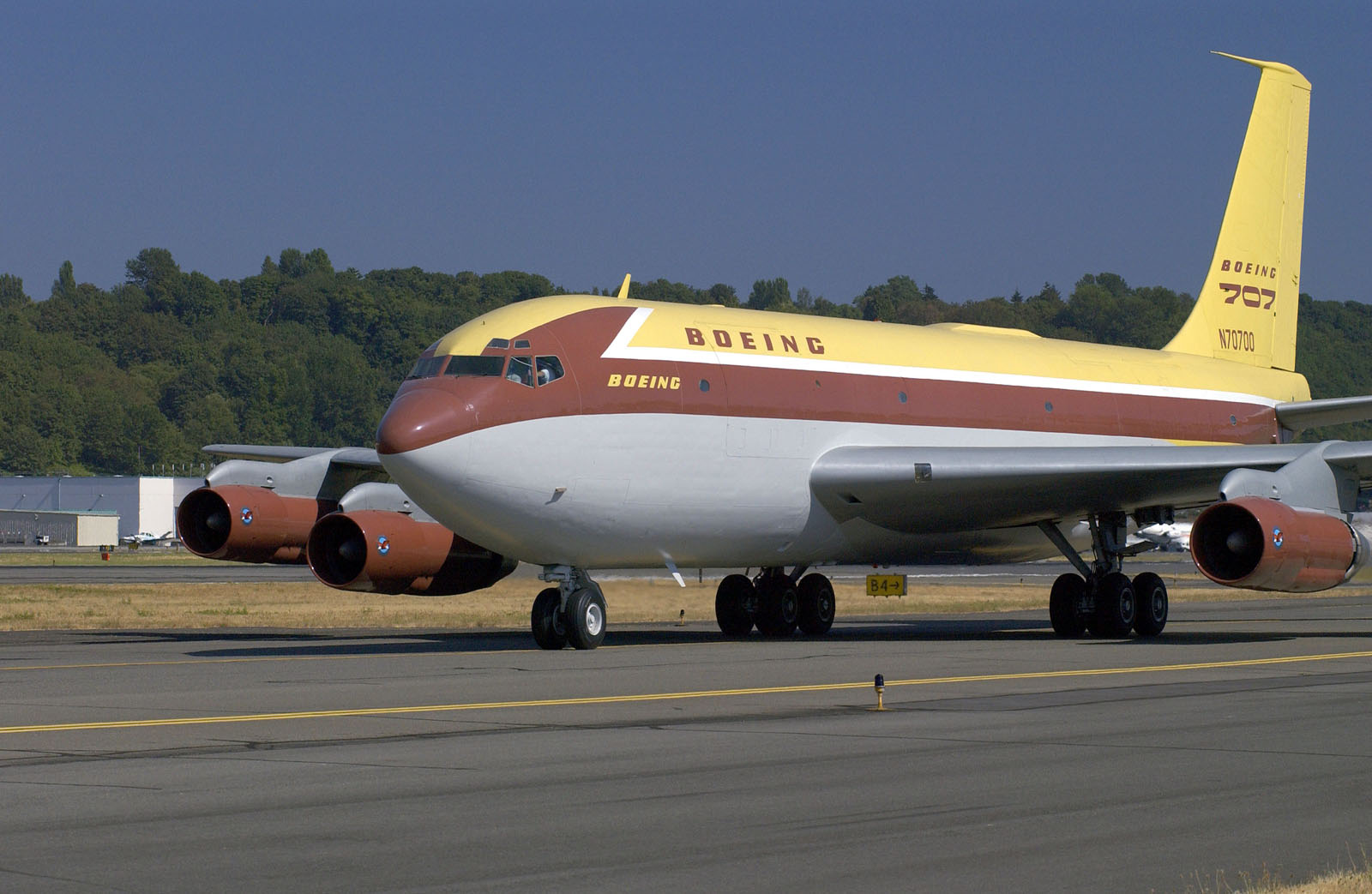
Boeing 367-80

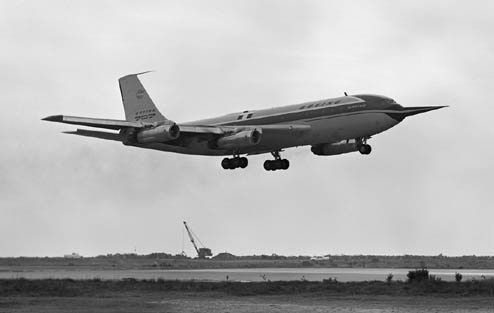
テスト中のBoeing 367-80

ボーイング367-80（Boeing 367-80）は、ボーイング社が1954年に初飛行させたアメリカ合衆国初のジェット輸送機の試作機である。元々は米空軍向け大型ジェット輸送機として計画されたが、実際には空中給油機型のKC-135が先に採用され、その後ジェット旅客機ボーイング707の原型にもなった。愛称はダッシュ・エイティ（Dash 80）。

## 概略
「モデル367」はB-29から派生したレシプロ輸送機C-97を指す社内呼称であり、これに-80を付した367-80というモデルナンバーは本来C-97の改良型に与えられるべきものだが、これは本機が先進的な大型ジェット機であることを隠蔽し、ライバル企業を欺くために付けられたものであった。愛称の「ダッシュエイティ」(Dash 80) は、そのようなカモフラージュであった「367」の部分を除いた「-80」のみを呼んだものである。
また当時は、民間にジェット機を導入するのは時期尚早であり、レシプロ機の次はターボプロップ機の時代が来ると考えた航空会社が少なくなく、そのため大型爆撃機で圧倒的に豊富な実績を誇りながらも、民間機の分野ではダグラス社やロッキード社など他社に大きく水をあけられていたボーイングは、ジェット機の優位性をアピールするため、一発逆転を狙って見切り発車的に着手した。
B-52の進空と同じ1952年に設計開始し、開発費1,600万USドルは総て自社資金で賄われた（B-47などの爆撃機受注によって得られた利益による）。1954年7月15日に初飛行すると、予想通り空軍が強い興味を示し、当時需要が切迫していた空中給油機とすべく、KC-135としていきなり大量発注を受けた。
ジェット機の安全性に対する懐疑的な雰囲気を払拭することにも成功し、旅客機型707の開発にも着手するが、KC-135の納期遅延を懸念した空軍が製造ラインを民間機と併用することを認めなかったこと、エンジンの軍事機密指定解除が遅れたこと（P&W JT3 は J57 の民生版）、先に実用化していた世界初のジェット旅客機デ・ハビランド DH.106 コメット Mk.1 が同時期に未曽有の連続事故に見舞われたことなどから、707の就航までにはかなりの年月を要した。しかし就航後は生産が終了する1991年まで民間型・軍用型併せて1,010機が生産されるなど大成功を収め、レシプロ機時代、民間機分野で存在感が希薄だったボーイングを、21世紀にはヨーロッパのエアバスと市場を二分するまでの巨大企業へ成長させた。
なお367-80は横2-3列のシート配置だったが、707では3-3アブレストを実現するため、胴体直径を6インチ（約15センチメートル）拡大した。またボーイングのお家芸とも言えるトリプル・スロッテッド・フラップも、新規に開発された。

## エピソード
367-80は、1955年にシアトル郊外ワシントン湖で開催されたゴールドカップ水上機レースの場で、デモ飛行をおこなった。ボーイング社は観覧船を仕立て、業界人を招待してレース観戦と開発中の機体の売り込みを計画した。
当初はただのフライパスの予定であったが、デモ飛行を担当したテストパイロットのアルヴィン・ジョンストンは高速度低空飛行を要請し、テストセンターはそれを許可した。
はたして20万人の大観衆の待つレースコースに近づくと、ジョンストンは高速での低空飛行（ジョンストンによれば機動開始時の高度は400ft）のみならず、バレルロールを披露した。ボーイング社が招待した船上のVIPの頭上で、367-80の吊下されているジェットエンジンは、主翼の向こうで天を向いていた。
ボーイング社の重役以外は、大喝采であった。誰もが、最初から計画されたものだろうと思ったのである。当事者（パイロットを除く）にとってはそれどころではなかった。社長のウィリアム・アレンは、招待客でもある友人に、心臓発作用の錠剤をわけてくれ、と言ったという。
ジョンストンは安全に確信を持っていた（機動が終わった時の高度は1600フィートで、機動中、機体は常にほぼ床下方向に1Gをわずかに上回る力がかかっている状態だった、という）が、クビにならなかったのは、社長が新型機開発のためにはかけがえのないパイロットであると感じていたからであった。アレンは後に、この件をユーモアをもって話せるまでには「22年の時間が必要だった」と語っている。
この伝説は今でも生きており、1994年6月にボーイング777の初飛行を担当したチーフテストパイロットのジョン・キャッシュマンは、飛行前に社長から受けた最後の指示が「ロールするな」であったと語っている。
ライバルのダグラスもDC-8で緩降下中に音速を突破してみせるなど、ライバル意識を燃やした。コメットの試作機も1953年のファーンボロー国際航空ショーで超低空90度バンクターンを決めている。まだ戦前の、演ずる方も見る方も命懸けだった時代の航空ショーのなごりが残っていた時代であった。

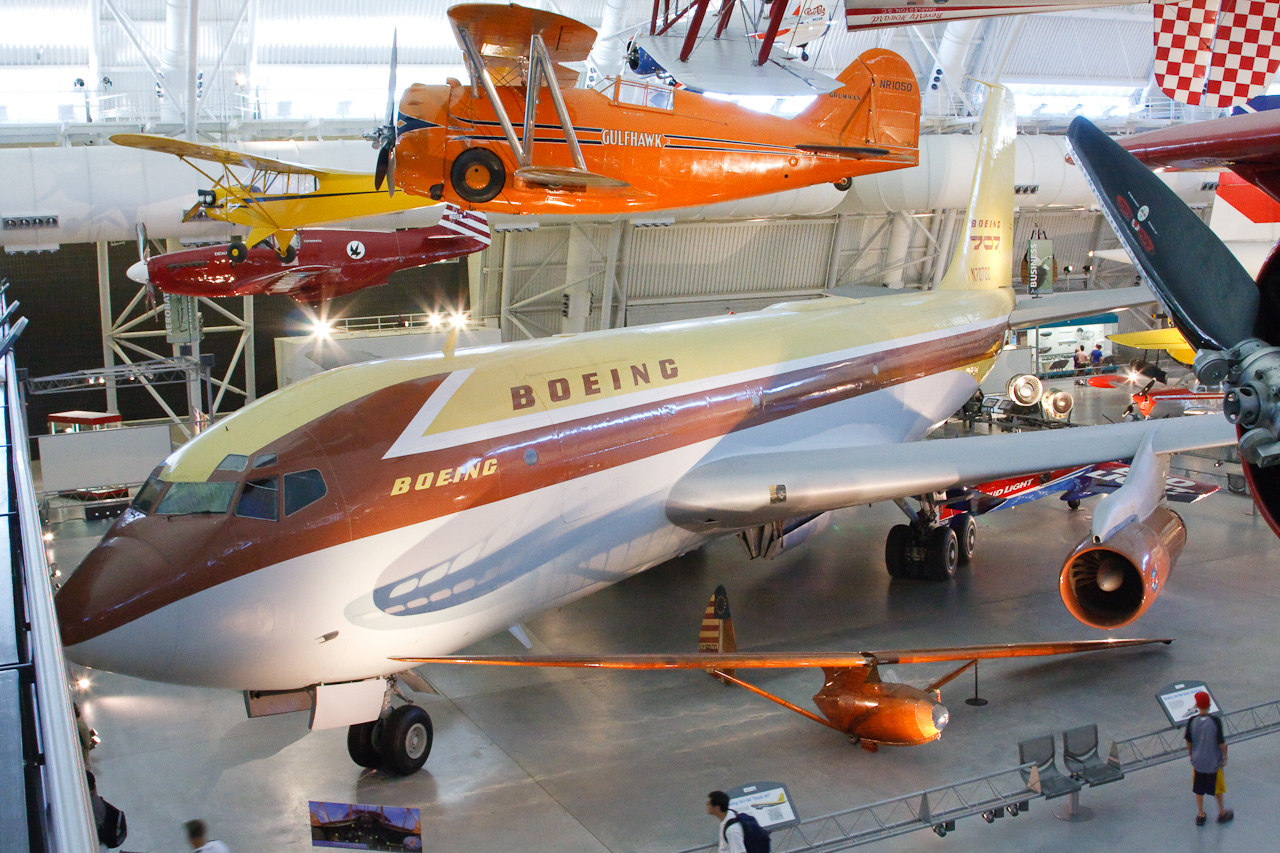
スミソニアン航空宇宙博物館別館に展示されている367-80

唯1機のみの試作機であった367-80は、ボーイングのシアトル本社工場にて飛行可能な状態で維持されていたが、2003年8月27日にワシントンD.C.へ最後のフェリー飛行後、スミソニアン航空宇宙博物館別館に永久展示されている。

## スペック
全長39.02メートル
全幅39.63メートル
高さ11.6メートル
翼面積223.20平方メートル
機体重量7万2600キログラム
航続距離5680キロメートル
最大速度935キロメートル毎時
実用限界高度4万3000フィート
エンジンPratt & Whitney JT3　ターボジェット4発　44.5キロニュートン x 4